# مونکنیمی
مونْکِنیِمی (به فنلاندی: Munkkiniemi) یک منطقهٔ مسکونی در فنلاند است که در هلسینکی غربی واقع شده‌است. مونکنیمی ۴٫۷۴ کیلومتر مربع مساحت و ۱۷٬۳۳۴ نفر جمعیت دارد.